# 内藤信智
内藤 信智（ないとう のぶとも、元文3年（1738年） - 明和4年5月26日（1767年6月22日））は、江戸時代中期の旗本・内藤信庸の養嗣子。別名・幸三郎、頼母。妻は谷衛衝の娘。子に谷衛貞妻、信義。
元文3年（1738年）内藤信朋の子・内藤信邦の次男として生まれる。父・信邦は同年8月11日に夭折したため、内藤信庸が家督を継ぎ、信智はその養子となった。
宝暦6年（1756年）12月7日、将軍徳川家重に御目見する。しかし明和4年（1767年）5月26日、養父・信庸に先立ち死去した。享年30。信庸の遺領は信智の子・信義が継承している。
「寛政譜」には法名、葬地が記されていない。